# Тайфун (НВО)

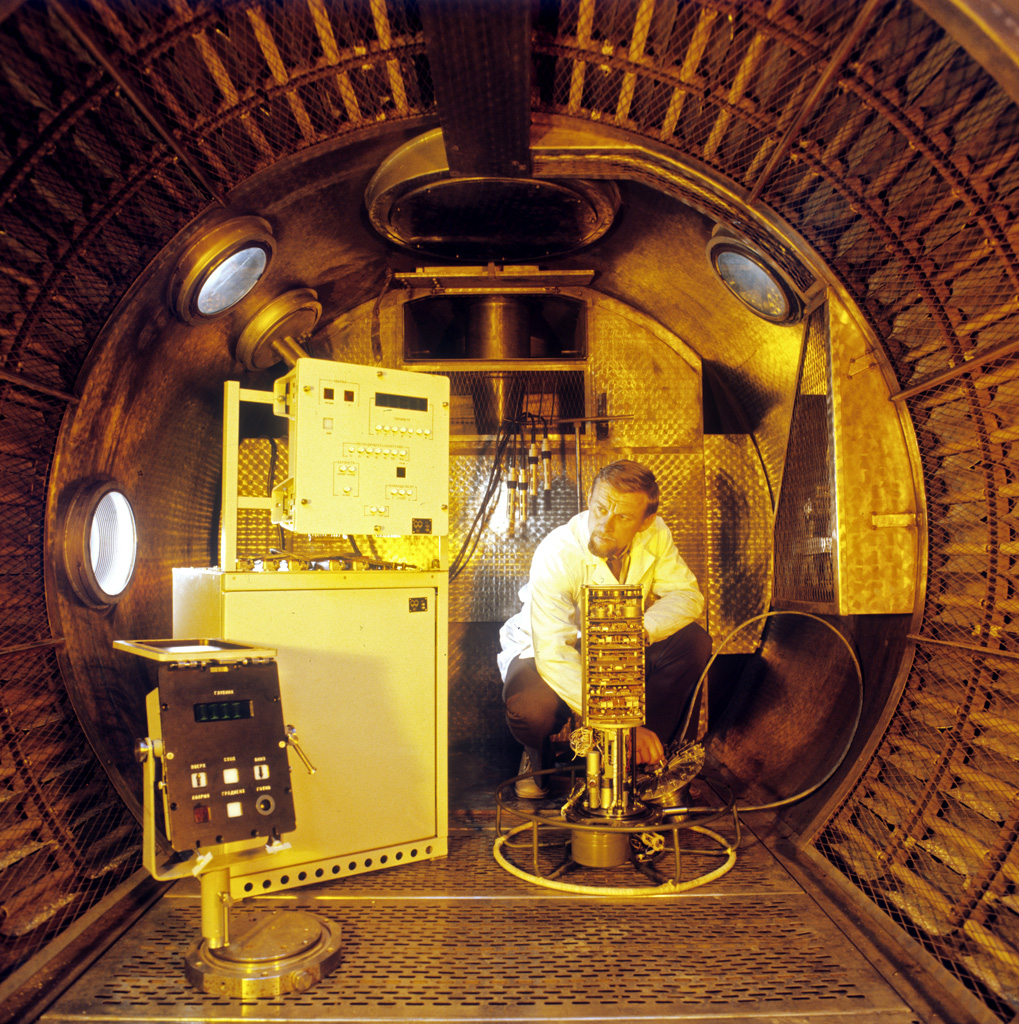
1986 р. — випробовування нової апаратури в рік заснування НВО «Тайфун».

Науково-виробниче об'єднання «Тайфун» — російська державна установа, одне з провідних науково-дослідних установ Федеральної служби Росії по гідрометеорології та моніторингу навколишнього середовища (Росгідромету).
НВО «Тайфун» створене 1 січня 1986 року. Правонаступник таких державних установ: Інституту експериментальної метеорології, Центрального конструкторського бюро гідрометеорологічного приладобудування та Регіонального центру «Моніторинг Арктики» Росгідромету. Кадровий склад: 685 працюючих, у тому числі 20 докторів і 80 кандидатів наук.

## Склад НВО «Тайфун»
- Інститут експериментальної метеорології (ІЕМ);
- Інститут проблем моніторингу навколишнього середовища (ІПМ);
- Центральне конструкторське бюро гідрометеорологічного приладобудування (ЦКБ ГМП);
- Федеральний інформаційно — аналітичний центр Росгидромета (ФІАЦ) щодо забезпечення оперативної і прогностичної інформацією у надзвичайних ситуаціях, пов'язаних з аварійним забрудненням навколишнього середовища на території РФ;
- Центр метрології і технічного регулювання в галузі гідрометеорології та моніторингу навколишнього середовища (ЦМТР);
- Північно-західний філія ГУ НВО «Тайфун» (СЗ філія);
- Філія «Комет», ГУ НВО «Тайфун» (Філія «Комет»).

## Важливі дані
НВО «Тайфун» фігурує в масмедіа як організація, що має прямий стосунок до створення кліматичної зброї.